# Asplenium simplicifrons
Asplenium simplicifrons är en svartbräkenväxtart som beskrevs av F. Muell. Asplenium simplicifrons ingår i släktet Asplenium och familjen Aspleniaceae. Inga underarter finns listade.

## Bildgalleri

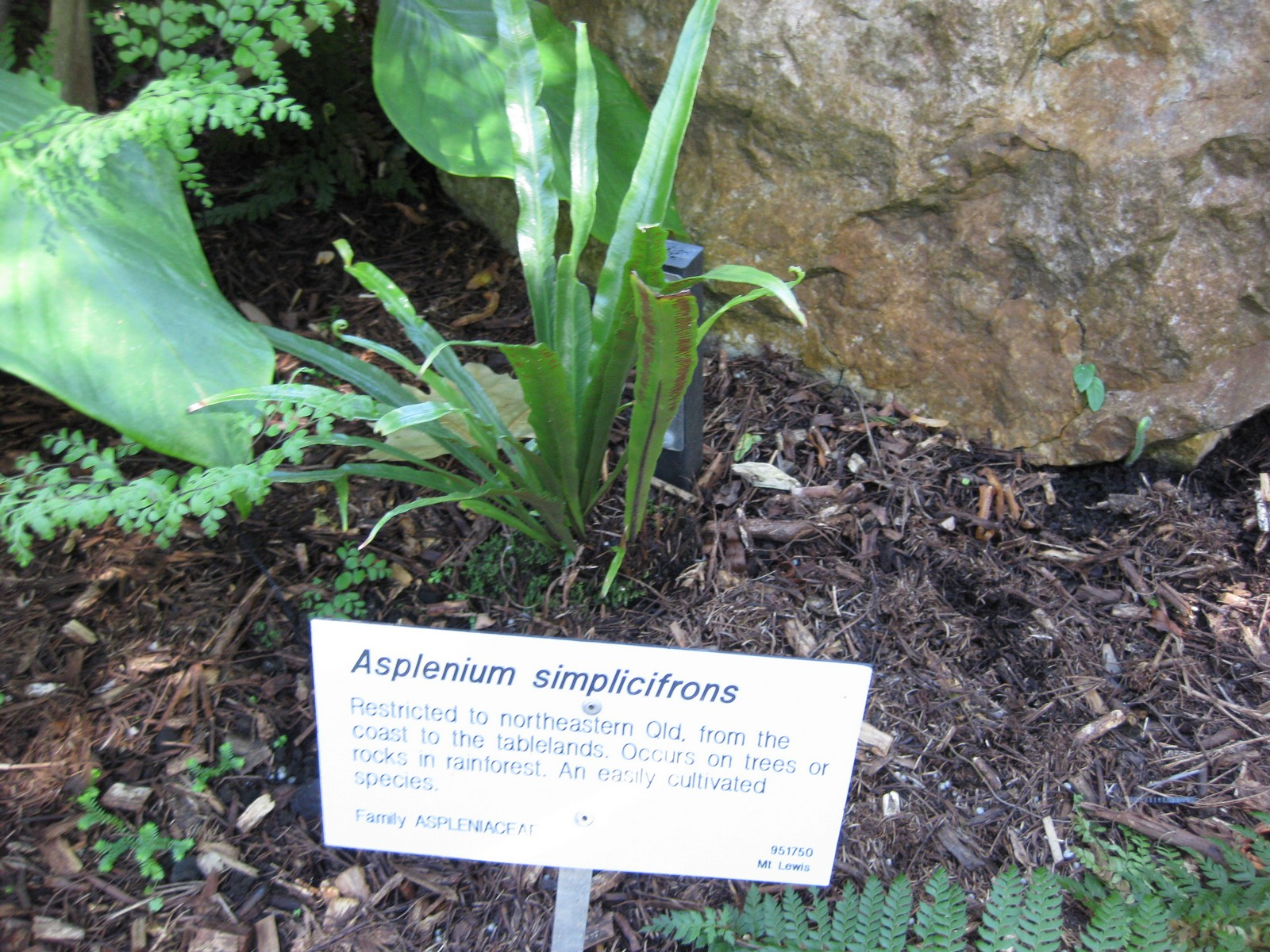